# Valperga
Valperga település Olaszországban, Lombardia régióban, Torino megyében. Lakosainak száma 2970 fő (2023. január 1.). Valperga Castellamonte, Cuorgnè, Pertusio, Prascorsano, Salassa, San Ponso, Rivara, Busano és Pratiglione községekkel határos.

## Népesség
A település népességének változása:
| Lakosok száma | 3127 | 3102 | 2056 | 2970 |
|               | 2017 | 2018 | 2019 | 2023 |